# I diari delle streghe - L'iniziazione
I diari delle streghe - L'iniziazione è il 1º libro della saga I diari delle streghe di Lisa J. Smith, pubblicato nel 1992 negli Stati Uniti e il 4 giugno 2009 in italiano.

## Trama
Cassandra "Cassie" Blake è una sedicenne in vacanza a Cape Code, che però non vede l'ora di tornare a casa per non dover più sopportare Portia, una ragazza che parla sempre di sé e dei suoi talentuosi fratelli. 
 Durante il soggiorno a Cape Code, Cassie aiuta un misterioso ragazzo a sfuggire dai fratelli armati di Portia, a cui si sente legata da uno strano filo d'argento, così egli le regala una rosa di calcedonio nella speranza che, in futuro, se lei si dovesse trovare in pericolo, stringendola e pensando a lui, possa chiedergli aiuto.
Alla fine della vacanza, Cassie viene costretta dalla madre Alexandra a lasciare la sua casa di Reseda, per poi trasferirsi a New Salem dalla nonna materna, che non ha mai conosciuto. Qui, la ragazza si iscrive al liceo locale e scopre che l'istituto è controllato da un club esclusivo di giovani, composto da: Diana e Faye; Nick e Deborah, che sono cugini; Melanie, Suzan, Laurel, Sean; Chris e Doug, due fratelli gemelli; ed un undicesimo e sconosciuto ragazzo.
Cassie riesce subito ad inimicarsi Faye, potente membro del club e sua vicina di casa, che inizia a tormentarla. La ragazza viene però aiutata da Diana, leader del club e cugina di Faye, che la prende sotto la propria ala protettrice e le presenta gli altri membri del gruppo.
La mattina del 22 settembre, Cassie trova, in fondo alla scalinata della scuola, il cadavere di Kori Henderson, sorella minore dei gemelli Chris e Doug, che sarebbe dovuta diventare, quella sera stessa, il dodicesimo ed ultimo membro del club. Al suo posto, viene iniziata proprio Cassie, che apprende così il motivo per il quale gli altri undici ragazzi siano così temuti a scuola: in realtà essi sono streghe, discendenti della vecchia congrega che, anni or sono, scampò ai roghi di Salem, e anche lei è una di loro. 
 Terminata l'iniziazione, la giovane conosce l'undicesimo membro del Circolo Segreto, Adam, il ragazzo misterioso di cui si era innamorata in vacanza: con rammarico, Cassie scopre che il ragazzo è il fidanzato di Diana e, per non ferire i sentimenti dell'amica, decide di rinunciare a lui. 
 Adam è tornato a New Salem, dopo un lungo viaggio alla ricerca degli Strumenti Supremi appartenuti alla precedente congrega, portando con sé un teschio di cristallo, di proprietà del malvagio ex leader del Circolo, Black John. 
 Mentre Diana opta per sotterrare l'oggetto e così purificarlo, Faye decide che lo vuole utilizzare subito, quindi convince la cugina a provare, una sera, ad individuarne le tracce magiche residue. Durante il rito, però, un'energia nera e maligna scappa dal teschio.
Su richiesta di Diana, Adam accompagna Cassie a casa e così ne approfitta per chiederle perché abbia finto di non conoscerlo e perché lo abbia evitato per più di una settimana: la giovane gli confessa allora di essere innamorata di lui. Adam, che condivide i suoi stessi sentimenti, la bacia, ma i due, profondamente pentiti per aver compiuto tale gesto, giurano sugli elementi che non si avvicineranno mai più. Faye, tuttavia, viene a conoscenza del bacio tramite le sue spie e così ricatta Cassie: se la ragazza non le porterà il teschio nel frattempo nascosto dalla leader del Circolo, lei dirà tutto a Diana.

## Edizioni
- Lisa Jane Smith, I diari delle streghe. L'iniziazione, Nuova Narrativa Newton, 2009,  p. 192, ISBN 978-88-541-1490-6.

- Lisa Jane Smith, I diari delle streghe. L'iniziazione - La prigioniera - La fuga - Il potere, Grandi Tascabili Contemporanei, 2010,  p. 512, ISBN 978-88-541-1990-1.